# 2009년 선댄스 영화제
제25회 선댄스 영화제는 2009년 1월 15일에 열린 시상식이다.

## 수상 및 후보

### 심사위원대상(미국 드라마)
- 프레셔스 - 리 다니엘스 수상
- 아담 - 맥스 메이어
- 암리카 - 쉐리엔 다비스
- 아렌 파버 - 존 하인드맨
- 빅 팬 - 로버트 D. 시겔
- 브리프 인터뷰 위드 히디어스 멘 - 존 크래신스키
- 영혼을 빌려드립니다 - 소피 바르트
- 데어 - 애덤 샐키
- 돈 렛 미 드라운 - 크루즈 엔젤레스
- The Greatest - Shana Feste
- 피터 앤 반디 - 제이 디피트로
- 챈스 일병의 귀환 - 로스 카츠
- Toe to Toe - Emily Abt

### 심사위원대상(미국 다큐멘터리)
- 위 리브 인 퍼블릭 - 온디 티모너 수상
- 아트 앤 카피 - 더그 프레이
- Boy Interrupted - Dana Perry
- 더 코브: 슬픈 돌고래의 진실 - 루이 시호요스
- Crude - 조 벨링거
- Dirt! The Movie - Bill Benenson 외1명
- 웬 유아 스트레인지 - 톰 디칠로
- 윌리엄 컨스틀러 - 에밀리 컨스틀러 외1명
- 말 타는 소년 - 미셀 O. 스콧
- The Reckoning - 파멜라 예이츠
- Reporter - Eric Daniel Metzgar
- Shouting Fire: Stories from the Edge of Free Speech - 리즈 가버스

### 심사위원대상(월드시네마 드라마틱)
- 비포 투모로우 - 마리-엘렌 쿠지노 외1명
- 장기수 브론슨의 고백 - 니콜라스 윈딩 레픈
- Carmo, Hit the Road - Murilo Pasta
- 클라이언트 - 조시앙 발라스코
- 클론은 집으로 돌아온다 - 나카지마 캔지
- 다다의 춤 - 장위엔
- Heart of Time - Alberto Cortes
- 루이즈-미셀 - 베누아 델핀 외1명
- Lulu and Jimi - 오스카 뢰러
- 하녀 - 세바스찬 실바
- 빅토리아 데이 - 데이빗 베즈모지스
- 지온과 그의 형제 - 에란 메라브
- One Day in a Life - Stefano Tummolini
- 스무살의 침대 - 알렉시스 도스 산토스

### 심사위원대상(월드시네마 다큐멘터리)
- 엔드 오브 더 라인 - 루퍼트 머레이
- The Glass House - Hamid Rahmanian
- 김정일리아 - N.C. 헤이킨
- 돈을 법시다! - 에르빈 바겐호퍼
- 211: Anna - Paolo Serbandini 외1명
- Nollywood Babylon - 벤 아델만 외1명
- 워낭소리 - 이충렬
- Prom Night in Mississippi - 폴 솔츠만
- 여왕과 나 - 나히드 페르손
- Quest for Honor - Mary Ann Smothers Bruni
- Rough Aunties - 킴 론지노트
- 스릴러 인 마닐라 - 존 도워

### 각본상(미국 드라마)
- 페이퍼 하트 - 니콜라스 자세노벡 수상

### 심사위원특별상(미국 다큐멘터리)
- 굿 헤어 - 제프 스틸슨 수상
- 티벳 인 송 - 느가왕 초에펠 수상

### 심사위원특별상-Short Filmmaking
- 험프데이 - 린 쉘튼 수상

### 심사위원특별상-앙상블연기
- Abbie Cancelled - Dumb Bunny
- Acting for the Camera - 저스틴 노웰
- A'Mare - Martina Amati
- The Archive - Sean Dunne
- Asshole - Chadd Harbold
- 네불라-5에서 온 로봇의 공격 - 체마 가르시아 이바라
- BAIT - Michal Vinik
- 블라인드니스 오브 더 우즈 - 자비에르 로렌코 외1명
- 부터니어 - 콜리 손
- Captain Coulier - Lyndon Casey
- 캐틀 콜 - 매튜 랜킨 외1명
- China's Wild West - Urszula Pontikos
- Choices - Rashaad Ernesto Green
- Chop Off - M.M. 세라
- Concerto - Filippo Conz
- Copper on the Chopping Block - Kai Orion
- Countertransference - Madeleine Olnek
- Crocodiles and I - Marcela Arantes
- Dear Beautiful - Roland Becerra
- The Dirty Ones - Brent Stewart
- Exit - Sharon Lockhart
- 필드 노츠 프럼 디멘션 X: 오아시스 - 칼슨 D. 멜
- 우리 마을 여섯 농장 이야기 - 토니 도너휴
- From Burger It Came - Dominic Bisignano
- GOOD: Atomic Alert - Max Joseph
- GOOD: Internet Censorship - Lindsay Utz 외2명
- Hear, Earth, Heart - Yi Zhou
- Hot Dog - 빌 플림튼
- HUG - Khary Jones
- I Am So Proud of You - 돈 헤르츠펠트
- I Knew It Was You - 리처드 쉐퍼드
- I Live in the Woods - Max Winston
- Istallet For Abrakadabra - 패트릭 엑런드
- James - Connor Clements
- 제리칸 - 줄리어스 에이버리
- Joel Stein's Completely Unfabricated Adventures - Walter Robot
- John and Karen - 매튜 워커
- Keith Reynolds can't make it tonight - Felix Massie
- The Kinda Sutra - 제시카 유
- Knife Point - Carlo Mirabella-Davis
- 레슨스 프럼 더 나잇 - 에드리언 프란시스
- Lies - 요나스 오델
- Little Canyon - Olivia Silver
- Little Minx Exquisite Corpse: Rope A Dope - Laurent Briet
- Little Minx Exquisite Corpse: She Walked Calmly Disappearing into the Darkness - 맬릭 하산 세이드
- 러브 유 모어 - 샘 테일러-존슨
- 투 버드 - 루나 루나슨
- 마 바 - 핀레이 프렛셀 외1명
- 2) Secret Machine - 레이놀드 레이놀즈
- 575 카스트로 St. - 제니 올슨
- 친구 - 티무 니키
- 왓치 - 마르코 베르거
- 웨스턴 스파게티 - 페스
- 미라클 피시 - 루크 둘란
- 장마철 - 마이클 테이
- Mister Cok - 프랭크 디온
- Wunderkammer - 안드레아 팔라오로
- The Yellow Bird - Tom Schroeder
- My Surfing Lucifer - 케네스 앵거
- The Young and Evil - Julian Breece
- The Nature Between Us - William Campbell
- 네덜란드 난쟁이 - 데이비드 미쇼
- 다음층 - 드니 빌뇌브
- NightStill - Elke Groen
- Nobody Knows You, Nobody Gives a Damn - Lee Stratford
- Omelette - 나데이다 코세바
- Our Neck of the Woods - Rob Connolly
- Out of Control - Sofia Carrillo
- Out of Our Minds - Tony Stone
- 팔/시캠 - 드미트리 폴볼로츠키
- Pencil Face - Christian Simmons
- Predisposed - Philip Dorling
- Protect You + Me. - 브래디 코베
- The Real Place - 캠 크리스티안슨
- Rite - Alicia Conway
- 숏 텀 12 - 데스틴 크리튼
- Sister Wife - Jill Orschel
- 스키자인 - 제레미 클라핀
- Small Collection - Jeremiah Crowell
- So The Wind Won't Blow It All Away - Annie P. Waldman
- 스팍스 - 조셉 고든 레빗
- Steel Homes - Eva Weber
- The Stronger - Lia Williams
- SUSPENDED - Kimi Takesue
- 텐 포 그랜드파 - 더그 카
- Theresa's Story - Maria Marshall
- 그녀 - 케이티 울프
- 디스 웨이 업 - 애덤 파울키스
- Trece Anos - Topaz Adizes
- 트리벤지 - 제이슨 에이즈너
- 유토피아, 파트 3 - 샘 그린 외1명

### 감독상
- 아프간 스타 - 하바나 마킹 수상
- 천국에서의 5분간 - 올리버 히르비겔 수상
- 장군 - 나탈리아 알마다 수상
- 신 놈브레 - 캐리 후쿠나가 수상

### 촬영상
- 빅 리버 맨 - 존 마링고인 수상
- 언 애듀케이션 - 론 쉐르픽 수상
- 셉템버 이슈 - R.J. 커틀러 수상

### 다큐멘터리편집상
- 버마 VJ - 안데르스 외스터가르트 수상
- 서지오 - 그렉 바커 수상

### 미드나잇
- 블랙 다이너마이트 - 스콧 샌더스
- The Carter - Adam Bhala Lough
- 데드 스노우 - 토미 위르콜라
- 그레이스 - 폴 솔렛
- The Killing Room - 조나단 리브스만
- 화이트 라이트닌 - 도미닉 머피
- 미스터리 팀 - 댄 엑크만
- 스프링 브레이크다운 - 라이언 쉬라키

### 프리미어
- 어드벤처랜드 - 그렉 모톨라
- 브룩클린스 파이니스트 - 안톤 후쿠아
- 어스 데이즈 - 로버트 스톤
- 엔드게임 - 피트 트레비스
- An Evening with Steven Soderbergh
- 필립 모리스 - 글렌 피카라 외1명
- 인 더 루프 - 아만도 이아누치
- 인포머스 - 그레고 조던
- 500일의 썸머 - 마크 웹
- Manure - 마이클 폴리쉬
- 메리와 맥스 - 애덤 엘리어트
- 메신저 - 오렌 무버만
- 더 문 - 던칸 존스
- The Winning Season - 제임스 C. 스트로즈
- 모성 - 캐서린 디에크먼
- 러프 앤 벌거 - 카를로스 쿠아론
- 슈링크 - 조나스 페이트
- S러버 - 데이빗 맥킨지

### 스펙트럼
- 어게인스트 더 커런트 - 피터 캘러핸
- 무정부주의자의 아내 - 마리 노엘 외1명
- Barking Water - Sterlin Harjo
- Children of Invention - Tze Chun
- 에브리씽 스트레인지 앤 뉴 - 프레이저 브래드쇼
- Helen - 산드라 네텔벡
- 리틀 디즐 - 데이빗 루소
- 잇 마이트 겟 라우드 - 데이비스 구겐하임
- 조니 매드 독 - 장 스테판 소베르
- 라임라이프 - 데릭 마티니
- 비셔스 카인드 - 리 톨랜드 크리거
- 더 미싱 퍼슨 - 노아 부쉘
- 라 미션 - 피터 브랫
- Why We Laugh: Black Comedians on Black Comedy - 로버트 타운센드
- 지상 최고의 아빠 - 밥 골드웨이트
- Wounded Knee - 스탠리 넬슨
- 예스맨 프로젝트 - 앤디 비츨바움 외1명
- 노 임팩트 맨 - 로라 가버트 외1명
- Once More with Feeling - 제프 립스키
- The Only Good Indian - 케빈 윌못
- 패싱 스트레인지 - 스파이크 리
- Pomegranates and Myrrh - 나이와 나야르
- 타이슨 - 제임스 토백

### 뉴 프론티어
- Agency of Time (Part 1b) - Leighton Pierce
- All Through the Night - Michael Robinson
- American Minor - Charlie White
- The Beekeepers - Richard Knox Robinson
- The Casting - Omer Fast
- endless pot of gold cd-rs - Nasty Nets
- Evolution of Fearlessness - Lynette Wallworth
- Exiles of the Shattered Star - Kelly Richardson
- 수평적 경계 - 팻 오닐
- 런치 브레이크 - 샤론 로크하르트
- Wagons Roll - Kelly Richardson
- We Feel Fine - Jonathan Harris 외1명
- Michael Portnoy: Provocateur - Michael Portnoy
- Where Is Where? - Eija-Liisa Ahtila
- Moon Theater - Nova Jiang 외1명
- Mother + Father - Candice Breitz
- The Works of Maria Marshall - Maria Marshall
- 날 기억 못해도 좋아 - 라이 루소 영
- O'er the Land - Deborah Stratman
- Stay the Same Never Change - Laurel Nakadate
- Stingray Sam - Cory McAbee
- TAMPER - John Underkoffler 외1명
- Twilight Avenger - Kelly Richardson
- Universe - Jonathan Harris 외1명
- Untitled - Sandra Gibson 외1명

### 선댄스 컬렉션
- 카멜레온 스트리트 - 웰델 B. 해리스 주니어
- 섹스 거짓말 그리고 비디오테이프 - 스티븐 소더버그